# Atlético Chalaco
Club Atlético Chalaco is een Peruviaanse voetbalclub uit Callao. De club werd opgericht op 9 juni 1902. De thuiswedstrijden worden in het Estadio Telmo Carbajo gespeeld, dat plaats biedt aan 8.000 toeschouwers. De clubkleuren zijn rood-wit.

## Erelijst
- Primera División:

Winnaar (2): 1930, 1947
Runner up: (4) 1948, 1957, 1958, 1979
- Derde Divisie:

Winnaar (1): 1972
- Amateurs:

Winnaar (2): 2000, 2002